# Шульц фон Ашераден, Вильгельм Васильевич
Барон Вильгельм Васильевич Шульц фон Ашераден (1740—1792) — генерал-поручик (1790), командир Владимирского драгунского полка (1779); участник русско-шведской войны (1788—1790); Выборгский комендант (1791—1792).

## Биография
Родился в 1740 году; был потомком артиллерийского полковника Симона Шульца — основателя рода Шульц фон Ашераден, служившего в войсках короля шведского Густава Адольфа, которому со всем его мужским потомством был дарован замок Ашераден с принадлежащими к нему землями.

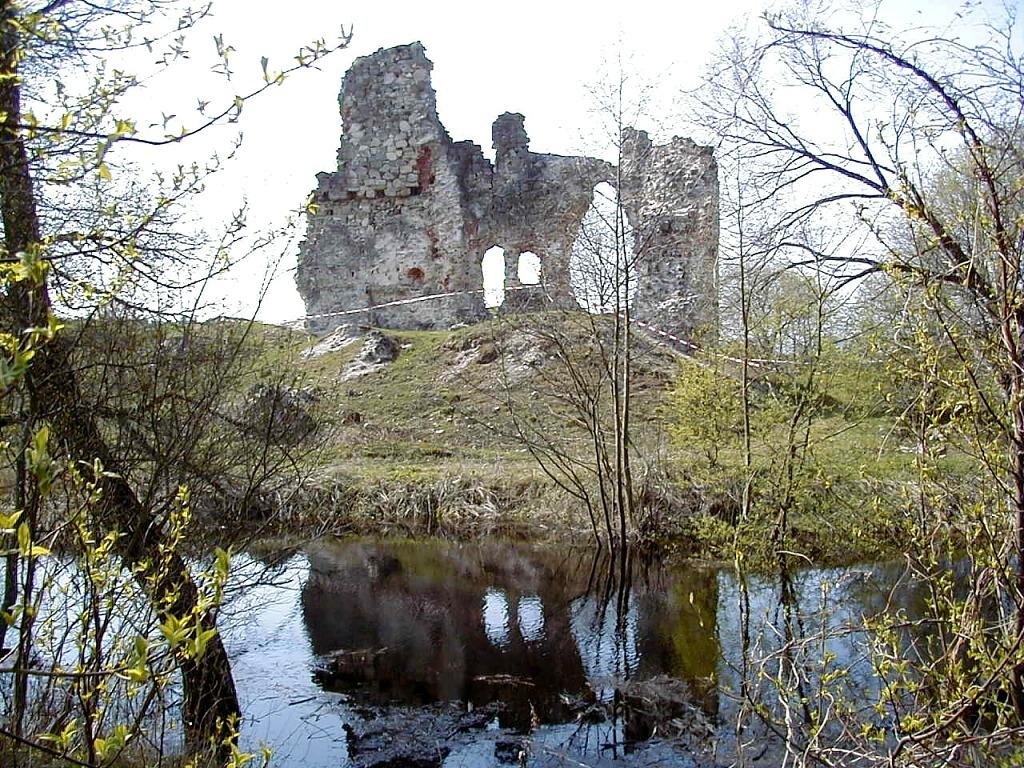
Развалины замка Ашераден

Вильгельм Васильевич Шульц фон Ашераден был отлично образован по меркам XVIII века; владел французским, русским, итальянским и латинским языками. На русскую службу поступил из корпуса герцога Виртембергского, входившего в состав австрийской армии во время Семилетней войны; 8 февраля 1768 года он был произведён в премьер-майоры. 
С 1769 по 1771 год он с особым деташементом под командой генерал-поручиков Нуммерса, Деколонга и Суворова находился в походе в Польшу, участвовал в разбитии и истреблении войск маршалка Молоховского и в взятии его в плен. В 1777 году был при возведении Азово-Моздокской линии, а в 1779 году под предводительством генерал-поручика Якоби участвовал в усмирении восставших кабардинцев на pеке Малке, после чего «для приведения их в верноподданство», командуя Владимирским драгунским полком, перешел реку Баксань и дошел до самых Кавказских гор; 24 ноября 1780 года был произведён в генерал-майоры. В 1781 году, командуя отдельным деташементом от корпуса генерал-майора Ф. И. Фабрициана, был в походе за рекой Кубанью для усмирения бунтующих против крымского хана Шагин-Гирея различных татарских орд и закубанских и горских черкесов. 
Во время Русско-шведской войны был награждён в 1789 году орденом Св. Владимира 2-й степени; 5 февраля 1790 года произведён в генерал-поручики, а 19 июля 1791 года назначен Выборгским обер-комендантом и занимал эту должность до самой смерти. Умер 12 (23) июля 1792 года в Выборге.